# Senecaville Lake
 
El lago Senecaville es un embalse en Guernsey y Condados Nobles, Ohio. Está localizado aproximadamente 21 km al sureste de Cambridge cerca de Senecaville, Ohio. El lago es popular entre entusiastas de la recreación y la pesca. Es a menudo referido localmente como el lago de Seneca.

## Historia
El dique de Senecaville fue construido en 1937 por el Cuerpo de Ingenieros del Ejército de EE. UU. como parte del control de inundación del distrito y proyecto de conservación del agua en Muskingum Watershed. El río Seneca Fork del valle Wills Creek fue represado para crear un control de inundación y embalse para la conservación del agua. El embalse actualmente forma una piscina de conservación para control de inundación, recreación, flora y fauna, y para el mantenimiento del flujo del río durante periodos secos.

## Dique de Senecaville
El dique Senecaville está localizado al noroeste del lago, cerca del pueblo de Senecaville. La estructura original fue completada en 1937 y la estructura fue modificada en 1982. El dique está hecho de una construcción de tierra y mide 15 metros de alto por 720 metros de largo. El núcleo está hecho de tierra homogénea con una base de roca y tierra. El dique está separado en dos tramos de terraplén, Norte y Sur, por un montículo rocoso, a través del cual se ubican las obras de desagüe y una sección construida con un dique. El caudal máximo es de 323 m³/s (metros cúbicos por segundo). Su capacidad es de 109 200 000 m³ (metros cúbicos). El almacenamiento normal es de 53 700 000 m³. Drena una área de 310 km² (kilómetros cuadrados).

## Recreación
El lago está ubicado en la cadena de lagos Muskingum Watershed Conservancy District y todos los paseos en bote, nadar, campamentos y picnics están bajo el control del MWCD. El MWCD organiza muchas actividades de recreación en el lago y opera un centro de actividades dentro del lago del parque Seneca. El centro de actividad proporciona información sobre las actividades diarias y los eventos actuales. El MWCD ha designado dos áreas de nado (una es dentro del parque y la otra es por acceso en barca). Los sitios para pícnic están disponibles en el lago del parque Seneca.
Una rampa pública para botes está disponible cerca del dique durante todo el año. El límite de potencia para los barcos en el lago Seneca es de 399 caballos de fuerza. El puerto es una instalación de servicio completo con venta y alquiler de embarcaciones, combustible, suministros y puerto de atraque. El puerto cuenta con un restaurante que está abierto todo el año.
Hay caminatas delimitadas disponibles alrededor del dique de Senecaville. Las rutas de senderismo para caminatas más extensas están disponibles dentro del parque Seneca. Puestos para acampar en el lago Seneca están disponibles a través del MWCD.
Los fuegos artificiales en el lago tienen lugar el sábado más cercano al 4 de julio, por la noche. Los fuegos artificiales son lanzados desde la Isla.

## Pesca
La División de Vida Silvestre de Ohio arrienda anualmente los derechos públicos de pesca y caza en los lagos y tierras del MWCD. La pesca es popular en todo el lago dondequiera que haya acceso al agua hay pesca. La pesca está disponible encima y bajo el dique. El lago de Seneca contiene poblaciones de lubinas, crappies, pez sol, siluro, bagre de canal, y lucioperca. El lago también ha sido abastecido con muskellunge y lubina blanca con un éxito moderado. Estas especies de peces son almacenadas por la División de Vida Silvestre.

## Criadero de peces
También hay un criadero de peces del Departamento de Recursos Naturales de Ohio ubicado debajo del dique Senecaville. Esta instalación fue adquirida por el Servicio de Pesca y Vida Silvestre de EE. UU. en 1987. El criadero tiene 37 estanques que contienen un total de 150.000 metros cuadrados de agua. La instalación también cuenta con dos canales al aire libre y 18 comederos de crianza en el interior. El agua es suministrada por el lago de Seneca que puede entregar 2000 galones por minuto. Este suministro de agua permite que el criadero críe saugeye, walleye, róbalo rayado híbrido y bagre de canal. El criadero está abierto a los visitantes y acomodará grupos de turistas con reservas anticipadas.